# Anchor (Shropshire)
Anchor – wieś w Anglii, w hrabstwie Shropshire. Leży 42 km na południowy zachód od miasta Shrewsbury i 237 km na północny zachód od Londynu.